# Познанський трамвай
Познанський трамвай (пол. Tramwaje w Poznaniu) — трамвайна мережа, під орудою Miejskie Przedsiębiorstwo Komunikacyjne w Poznaniu у Познані, Польща. 
На початок 2020-х має 18 денних маршрутів, 1 допоміжний, 2 нічних та 2 туристичних, що обслуговують історичні трамваї. 
Трамвайна мережа завдовжки приблизно 66 км, та працює на стандартній колії (1435 мм). 
За деякими винятками має подвійну колію.

## Трамвайні лінії

### Лінії туристичні
| Номер лінії | Схема                                                | Початкова станція    | Кінцева станція  | Довжина лінії | Час в дорозі | Кількість зупинок | Рухомий склад                                                                                                  | Примітки |
| ----------- | ---------------------------------------------------- | -------------------- | ---------------- | ------------- | ------------ | ----------------- | --- | --- |
| bezramki    |                                                      | Великопольська площа | Старий Зоопарк   |               |              |                   | - Bergische Stahlindustrie - Carl Weyer                                                                        | По оголошенню                                                                                                |
| bezramki    | Przebieg linii tramwajowej nr 0 na tle mapy Poznania | Мадалінське депо     | Мадалінське депо | b.d.          | 45 хвилин    | 15/16             | • Konstal N+ND • Sanok ND • Konstal 102N • Konstal 102Na • Konstal 105N • Duewag GT6 • Carl Weyer • Duewag GT8 | Лінія працює з кінця квітня до кінця вересня, тільки у вихідні дні. В 1988–1992 роках це була кільцева лінія |

### Денні та додаткова лінії[3]
| Номер лінії | Схема | Початкова станція | Кінцева станція  | Довжина лінії | Час в дорозі | Кількість зупинок | Рухомий склад                                                                                 | Примітки                                                                            |
| ----------- | --- | ----------------- | ---------------- | ------------- | ------------ | ----------------- | --------------------------------------------------------------------------------------------- | ----------------------------------------------------------------------------------- |
| bezramki    | bezramki | Будзишиньська     | Франово          | b.d.          | 46 хв        | 33/34             | - Konstal 105Na - Moderus Gamma - Moderus Beta - Solaris Tramino - Tatra RT6N1                |                                                                                     |
| bezramki    | Маршрут: Будзишиньська - Грюнвальдська - Ремонта - Гетманьська - Жегже - Хартово - П'ясницька - Швейцарська - ФРАНОВО пол. Budziszyńska - Grunwaldzka - Reymonta - Hetmańska - Żegrze - Chartowo - Piaśnicka - Szwajcarska - FRANOWO |                   |                  |               |              |                   |                                                                                               |                                                                                     |
| bezramki    | - | -                 | -                | -             | -            | -                 | -                                                                                             | Лінія тимчасово закрита                                                             |
| bezramki    | - |                   |                  |               |              |                   |                                                                                               |                                                                                     |
| bezramki    | bezramki | Блажея            | Огроди           | b.d.          | 39 min       | 27                | - Moderus Gamma - Moderus Beta                                                                | Новий маршрут було визначено після відкриття першої черги трамваю до Нарамовіце     |
| bezramki    | Маршрут: БЛАЖЕЯ – Нарамовицька – Пшелайова – Виногради – Пуласького – Рузвельта – Свента Марцин – Алея Марцинківського – Підгурна – пл. Бернардинський - Мостова - Корницька - Варчиглови - Траса Корницька - Чартово - Жегже - Унія Любельська - УНІЯ ЛЮБЕЛЬСЬКА пол. BŁAŻEJA - Naramowicka - Przełajowa - Winogrady - Pułaskiego - Roosevelta - Święty Marcin - Aleje Marcinkowskiego - Podgórna - pl. Bernardyński - Mostowa - Kórnicka - Warczygłowy - Trasa Kórnicka - Chartowo - Żegrze - Unii Lubelskiej - UNII LUBELSKIEJ |                   |                  |               |              |                   |                                                                                               |                                                                                     |
| bezramki    | - | -                 | -                | -             | -            | -                 | -                                                                                             | Лінія тимчасова зачинена                                                            |
| bezramki    | - |                   |                  |               |              |                   |                                                                                               |                                                                                     |
| bezramki    | bezramki | Гурчин ПКМ        | Завади           | b.d.          | 38 хв        | 27                | - Konstal 105Na - Moderus Alfa - Solaris Tramino - Moderus Gamma                              |                                                                                     |
| bezramki    | Маршрут: Люблінської унії - Жегже - Хартово - Траса Курницька - Варчиглови - Курницька - Мостова - Площа Бернардиньского - Левандовський - Стшелецька - Королеви Ядвиги - Матий - Глоговська - ГУРЧИН ПКМ пол. UNII LUBELSKIEJ - Unii Lubelskiej - Żegrze - Chartowo - Trasa Kórnicka - Warczygłowy - Kórnicka - Mostowa - Pl. Bernardyński - Lewandowskiej - Strzelecka - Królowej Jadwigi - Matyi - Głogowska - GÓRCZYN PKM |                   |                  |               |              |                   |                                                                                               |                                                                                     |
| bezramki    | bezramki | Милостово         | Будзишиньська    | b.d.          | 42 хв        | 34/32             | - Moderus Gamma - Solaris Tramino - Tatra RT6N1 - Moderus Alfa - Konstal 105Na                |                                                                                     |
| bezramki    | Маршрут: МИЛОСТОВО - Варшавська - Яна ПавлаІІ - Королеви Ядвиги - Матий - Рузвельта - Буковська - Грюнвальдська - ЮНІКОВО пол. MIŁOSTOWO - Warszawska - Jana Pawła II - Królowej Jadwigi - Matyi - Roosevelta - Bukowska - Grunwaldzka - JUNIKOWO |                   |                  |               |              |                   |                                                                                               |                                                                                     |
| bezramki    | bezramki | Полабска          | Огроди           | b.d.          | 58 хв        | 47                | - Moderus Gamma - Moderus Beta                                                                |                                                                                     |
| bezramki    | Маршрут: ЗАВАДИ - Подвале - Яна Павла ІІ - Заменгофа - Гетманьска - Ремонта - Прибышевського - Домбровського - ОГРОДИ пол. ZAWADY - Podwale - Jana Pawła II - Zamenhofa - Hetmańska - Reymonta - Przybyszewskiego - Dąbrowskiego - OGRODY |                   |                  |               |              |                   |                                                                                               |                                                                                     |
| bezramki    | bezramki | Огроди            | Милостово        | b.d.          | 30 хв        | 22                | - Moderus Beta - Moderus Alfa - Siemens Combino - Moderus Gamma - Solaris Tramino             |                                                                                     |
| bezramki    | Маршрут: ГУРЧИН ПКМ - Глоговська - Рузвельта - Фредри - площа Ратайського - площа Велькопольська - Малі Гарбари - Вишиньського - Варшавська - МИЛОСТОВО пол. GÓRCZYN PKM - Głogowska - Roosevelta - Fredry - pl. Ratajskiego - pl. Wielkopolski - Małe Garbary - Wyszyńskiego - Warszawska - MIŁOSTOWO |                   |                  |               |              |                   |                                                                                               |                                                                                     |
| bezramki    | bezramki | Дембець ПКМ       | Пентковська      | b.d           | 29 хв        | 24/25             | - Moderus Gamma - Moderus Beta                                                                |                                                                                     |
| bezramki    | Маршрут: СТАРОЛЕНКА ПКМ - Староленцька - Заменгофа - Яна Павла ІІ - Курницька - Мостова - Площа Бернардиньского - Подгурна - Стшелецька - Королеви Ядвиги - Гурна Вільда - Вежбенціце - Матиї - Рузвельта - Пуласького - вул. Велькопольська - Малопольська - Волиньська - Винярська - ос. Виняри - Вітоса - Бронова - ПЕНТКОВСЬКА пол. STAROŁĘKA PKM - Starołęcka - Zamenhofa - Jana Pawła II - Kórnicka - Mostowa - Pl. Bernardyński - Podgórna - Strzelecka - Królowej Jadwigi - Górna Wilda - Wierzbięcice - Matyi - Roosevelta - Pułaskiego - al. Wielkopolska - Małopolska - Wołyńska - Winiarska - os. Winiary - Witosa - Bronowa - PIĄTKOWSKA |                   |                  |               |              |                   |                                                                                               |                                                                                     |
| bezramki    | bezramki | Блажея            | Дембець ПКМ      | b.d.          | 27 хв        | 22                | - Konstal 105Na - Moderus Beta - Siemens Combino - Solaris Tramino - Moderus Gamma            |                                                                                     |
| bezramki    | Маршрут: ПОЛАБСЬКА - вул. Солідарності - Мурава - Виногради - Пуласького - Рузвельта - Глоговська - Гетманьська - 28 червня 1956 р. - ДЕМБЕЦЬ ПКМ пол. POŁABSKA - Aleje Solidarności - Murawa - Winogrady - Pułaskiego - Roosevelta - Głogowska - Hetmańska - 28 Czerwca 1956 r. - DĘBIEC PKM |                   |                  |               |              |                   |                                                                                               |                                                                                     |
| bezramki    | bezramki | Пентківська       | Люблінської унії | b.d.          | 34 хв        | 27                | - Siemens Combino - Moderus Beta                                                              |                                                                                     |
| bezramki    | Маршрут: ПЕНТКОВСЬКА - Бронова - Вітоса - ос. Виняри - Вінярська - Волиньська - Малопольська - аль. Велькопольська - Пулаского - Рузвельта - Глоговська - Гетманьська - 28 Червня 1956 р. - ДЕМБЕЦЬ ПКМ пол. PIĄTKOWSKA - Bronowa - Witosa - os. Winiary - Winiarska - Wołyńska - Małopolska - al. Wielkopolska - Pułaskiego - Roosevelta - Głogowska - Hetmańska - 28 Czerwca 1956 r. - DĘBIEC PKM |                   |                  |               |              |                   |                                                                                               |                                                                                     |
| bezramki    | bezramki | Староленка ПКМ    | Ос. Собеського   | b.d.          | 37/38 хв     | 23/24             | - Konstal 105Na - Moderus Alfa - Solaris Tramino - Tatra RT6N1 - Moderus Beta - Moderus Gamma | Маршрут змінився через реконструкцію кольцо Ратадже                                 |
| bezramki    | Маршрут: СТАРОЛЕНКА ПКМ - Староленцька - Заменгофа - Королеви Ядвиги - Матиї - Глоговська - траса ПСТ - ОС. СОБЕСЬКОГО пол. STAROŁĘKA PKM - Starołęcka - Zamenhofa - Królowej Jadwigi - Matyi - Głogowska - trasa PST - OS. SOBIESKIEGO |                   |                  |               |              |                   |                                                                                               |                                                                                     |
| bezramki    | bezramki | Будзишиньська     | Люблінської унії | b.d           | 39 хв        | 33                | - Moderus Gamma - Konstal 105Na - Moderus Beta - Tatra RT6N1 - Siemens Combino                |                                                                                     |
| bezramki    | Маршрут: ЮНІКОВО - Грюнвальдська - Буковська - Рузвельта - Фредри - площа Ратайського - площа Велькопольський - Малі Гарбари - Вишиньського - Яна Павла ІІ - Заменгофа - Гетманьська - ЛЮБЛІНСЬКОЇ УНІЇ пол. JUNIKOWO - Grunwaldzka - Bukowska - Roosevelta - Fredry - pl. Ratajskiego - pl. Wielkopolski - Małe Garbary - Wyszyńskiego - Jana Pawła II - Zamenhofa - Hetmańska - Unii Lubelskiej - UNII LUBELSKIEJ |                   |                  |               |              |                   |                                                                                               |                                                                                     |
| bezramki    | bezramki | ОС. СОБЕСЬКОГО    | Гурчин ПКМ       | 10,7          | 25 хв        | 14                | - Konstal 105Na - Moderus Alfa - Solaris Tramino - Moderus Gamma                              |                                                                                     |
| bezramki    | Маршрут: ОС. СОБЕСЬКОГО - траса ПСТ - Глоговська - ГУРЧИН ПКМ пол. OS. SOBIESKIEGO - trasa PST - Głogowska - GÓRCZYN PKM |                   |                  |               |              |                   |                                                                                               |                                                                                     |
| bezramki    | bezramki | Будзишиньська     | ОС. СОБЕСЬКОГО   | 11,6          | 38 хв        | 23/25             | - Konstal 105Na - Solaris Tramino - Moderus Gamma                                             |                                                                                     |
| bezramki    | Маршрут: БУДЗИШИНЬСЬКА - Грюнвальдська - Буковська - Рузвельта - траса ПСТ - ОС. СОБЕСЬКОГО пол. BUDZISZYŃSKA - Grunwaldzka - Bukowska - Roosevelta - trasa PST - OS. SOBIESKIEGO |                   |                  |               |              |                   |                                                                                               |                                                                                     |
| bezramki    | bezramki | Франово           | ОС. СОБЕСЬКОГО   | b.d.          | 35 хв        | 24                | - Solaris Tramino - Moderus Gamma                                                             |                                                                                     |
| bezramki    | Маршрут: ФРАНОВО - Швайцарська - П'ясницька - Траса Курницька - Варчиглови - Яна Павла ІІ - Вишиньського - Малі Гарбари - пль. Велькопольський - площа Ратайскего - Фредры - Роосеvэльта - траса ПСТ - ОС. СОБЕСЬКОГО пол. FRANOWO - Szwajcarska - Piaśnicka - Trasa Kórnicka - Warczygłowy - Jana Pawła II - Wyszyńskiego - Małe Garbary - pl. Wielkopolski - pl. Ratajskiego - Fredry - Roosevelta - trasa PST - OS. SOBIESKIEGO |                   |                  |               |              |                   |                                                                                               |                                                                                     |
| bezramki    | bezramki | Староленка ПКМ    | Гурчин ПКМ       | b.d.          | 43 хв        | 27/28             | - Moderus Beta - Siemens Combino - Konstal 105Na                                              |                                                                                     |
| bezramki    | Маршрут: СТАРОЛЕНКА ПКМ - Староленцька - Гетманьська - Жегже - Хартово - Траса Курницька - Варчиглови - Яна Павла ІІ - Вишиньського - Малі Гарбари - площа Велькопольський - площа Ратайського - Фредри - Домбровського - ОГРОДИ пол. STAROŁĘKA PKM - Starołęcka - Hetmańska - Żegrze - Chartowo - Trasa Kórnicka - Warczygłowy - Jana Pawła II - Wyszyńskiego - Małe Garbary - pl. Wielkopolski - pl. Ratajskiego - Fredry - Dąbrowskiego - OGRODY |                   |                  |               |              |                   |                                                                                               |                                                                                     |
| bezramki    | bezramki | Огроди            | Франово          | b.d.          | 20 хв        | 21                | - Konstal 105Na - Moderus Alfa - Moderus Beta                                                 | Маршрут був змінений через реконструкцію Rondo Rataje та реконструкцією Górna Wilda |
| bezramki    | Маршрут: ОГРОДИ - Домбровського - Рузвельта - Матиї - Вежбенцице - РИНОК ВИЛЬДЕЦЬКИЙ - Матиї - Рузвельта - Домбровського - ОГРОДИ пол. OGRODY - Dąbrowskiego - Roosevelta - Matyi - Wierzbięcice - RYNEK WILDECKI - Matyi - Roosevelta - Dąbrowskiego - OGRODY |                   |                  |               |              |                   |                                                                                               |                                                                                     |
| bezramki    | bezramki | Юніково           | Будзишиньська    | b.d.          | b.d.         | 23                | - Moderus Beta - Konstal 105Na - Düwag GT8ZR                                                  | Тимчасова лінія для підтримки руху в сторону Юніково                                |
| bezramki    | Маршрут: ЮНІКОВО - Грунвальдська - Буковська - Рузвельта - Глоговська - Гетманьська - 28 Червня 1956 р. - ДЕМБЕЦЬ ПКМ пол. JUNIKOWO - Grunwaldzka - Bukowska - Roosevelta - Głogowska - Hetmańska - 28 Czerwca 1956 r. - DĘBIEC PKM |                   |                  |               |              |                   |                                                                                               |                                                                                     |

### Ночні лінії
| Номер лінії | Схема | Початкова станція  | Кінцева станція | Довжина лінії | Час в дорозі | Кількість зупинок | Рухомий склад                                    | Примітки |
| ----------- | --- | ------------------ | --------------- | ------------- | ------------ | ----------------- | ------------------------------------------------ | --- |
| bezramki    | bezramki | Люблінської вулиці | ОС. СОБЕСЬКОГО  | b.d           | 37 хв        | 26                | - Solaris Tramino - Moderus Beta - Moderus Gamma | Він не працює з неділі на понеділок і з понеділка на вівторок увечері, частота збільшується ввечері з п’ятниці на суботу |
| bezramki    | Маршрут: ЛЮБЛІНСЬКОЇ УНІЇ- Жегже - Хартово - Траса Курницька - Варчиглови - Яна Павла ІІ - Вишиньського - Малі Гарбари - площа Велькопольський - площа Ратайського - Фредри - Рузвельта - траса ПСТ - ОС. СОБЕСЬКЕГО пол. UNII LUBELSKIEJ - Unii Lubelskiej - Żegrze - Chartowo - Trasa Kórnicka - Warczygłowy - Jana Pawła II - Wyszyńskiego - Małe Garbary - pl. Wielkopolski - pl. Ratajskiego - Fredry - Roosevelta - trasa PST - OS. SOBIESKIEGO |                    |                 |               |              |                   |                                                  | |
| bezramki    | bezramki | Франово            | ОС. СОБЕСЬКОГО  | b.d           | 36 хв        | 24                | - Solaris Tramino - Moderus Beta - Moderus Gamma | Працює у п’ятницю/суботу ввечері та ввечері суботи/неділі                                                                |
| bezramki    | Маршрут: ФРАНОВО - Швайцарська - П'ясницька - Траса Курницька - Варчиглови - Яна Павла ІІ - Вишиньського - Малі Гарбари - площа Велькопольська - площа Ратайського - Фредри - Рузвельта - траса ПСТ - ОС. СОБЕСЬКОГОпол. FRANOWO - Szwajcarska - Piaśnicka - Trasa Kórnicka - Warczygłowy - Jana Pawła II - Wyszyńskiego - Małe Garbary - pl. Wielkopolski - pl. Ratajskiego - Fredry - Roosevelta - trasa PST - OS. SOBIESKIEGO                      |                    |                 |               |              |                   |                                                  | |

## Рухомий склад
Станом на 11 грудня 2021:
| Фото     | Виробник          | Серія              | Модернізатор      | Кількість | Кількість секцій | Кількість місць | Процент низької підлоги | Початок експлуатації |  |
| -------- | ----------------- | ------------------ | ----------------- | --------- | ---------------- | --------------- | ----------------------- | -------------------- |  |
| bezramki | Düwag             | GT8/0              | –                 | 3         | 3                | 62              | 0%                      | 2005                 |  |
| bezramki | Konstal           | 105Na              | –                 | 25        | 1                | 20              | 0%                      | 1979                 |  |
| bezramki | Konstal           | 105NaDK            | –                 | 1         | 1                | 20              | 0%                      | 2004                 |  |
| bezramki | Konstal           | Alfa AC            | Modertrans Poznań | 2         | 1                | 20              | 0%                      | 2008                 |  |
| bezramki | Konstal           | Alfa DC            | Modertrans Poznań | 18        | 2                | 16              | 0%                      | 2008                 |  |
| bezramki | Modertrans Poznań | Beta MF 02 AC      | –                 | 23        | 3                | 30+9            | 25%                     | 2011                 |  |
| bezramki | Modertrans Poznań | Moderus Beta       | –                 | 20        | 3                | 30+9            | 25%                     | 2016                 |  |
| bezramki | Modertrans Poznań | Moderus Beta       | –                 | 10        | 3                | 32+6            | 25%                     | 2017                 |  |
| bezramki | ČKD               | Tatra RT6 MF 06 AC | Modertrans Poznań | 16        | 3                | 46              | 63%                     | 1997                 |  |
| bezramki | Siemens           | Combino            | –                 | 14        | 5                | 57              | 100%                    | 2003                 |  |
|          | Solaris           | Tramino S105p      | –                 | 45        | 5                | 48+5            | 100%                    | 2011                 |  |
| bezramki | Modertrans Poznań | Gamma LF 01 AC     | –                 | 1         | 5                | 56              | 100%                    | 2017                 |  |
| bezramki | Modertrans Poznań | Gamma LF02 AC      | –                 | 30        | 3                | 56              | 100%                    | 2018                 |  |
| bezramki | Modertrans Poznań | Gamma LF03 AC BD   | –                 | 20        | 3                | 56              | 100%                    | 2019                 |  |